# Chile i olympiska sommarspelen 1968
Chile deltog med 21 deltagare vid de olympiska sommarspelen 1968 i Mexico City.  Ingen av landets deltagare erövrade någon medalj.